# Vigan (Philippines)
Pour les articles homonymes, voir Vigan.
Vigan est la capitale de la province d'Ilocos Sur des Philippines, sur la côte ouest de l'île de Luçon, sur la mer de Chine méridionale. La ville est inscrite sur la liste du patrimoine mondial de l'UNESCO parce qu'elle est un exemple presque intact de ville coloniale espagnole en Asie. Connue pour ses rues pavées, son architecture mélange les styles asiatique et européen.
Sa population s'élève à 49 747 habitants en 2010.

## Divisions administratives
Vigan est découpée en 39 barangays :
- Ayusan Norte
- Ayusan Sur
- Barangay I
- Barangay II
- Barangay III
- Barangay IV
- Barangay V
- Barangay VI
- Barraca
- Beddeng Laud
- Beddeng Daya
- Bongtolan
- Bulala
- Cabalangegan
- Cabaroan Daya
- Cabaroan Laud
- Camangaan
- Capangpangan
- Mindoro
- Nagsangalan
- Pantay Daya
- Pantay Fatima
- Pantay Laud
- Paoa
- Paratong
- Pong-ol
- Purok-a-bassit
- Purok-a-dakkel
- Raois
- Rugsuanan
- Salindeg
- San Jose
- San Julian Norte
- San Julian Sur
- San Pedro
- Tamag
- Barangay VII
- Barangay VIII
- Barangay IX

## Nom
Le conquistador Juan de Salcedo monte au nord des Ilocos pour établir une base militaire près de l'emplacement actuel de Vigan. Il note la végétation particulièrement abondante du lieu et demande aux autochtones le nom de ces plantes ; il apprend qu'ils sont appelés « biga'a ». De ce mot dérive le nom de Vigan.
Son nom complet à sa fondation était Villa Fernandina, en honneur du premier enfant du roi Philippe II d'Espagne, Fernando. Une fois la ville agrandie, le diocèse de Nueva Segovia y est transféré et le nom de la ville est changé à Ciudad Fernandina de Vigan.

## Autre
On y trouve l'Université du nord des Philippines, la plus ancienne du nord de l'île de Luçon.

## Démographie
| Année | Habitants | Évolution |
| ----- | --------- | --------- |
| 1995  | 42 067    | -         |
| 2000  | 45 143    | 7,31 %    |
| 2007  | 47 246    | 4,66 %    |
| 2010  | 49 747    | 5,29 %    |

## Personnalités liées à la commune
- Leona Florentino, écrivaine.
- Elpidio Quirino, 6e président des Philippines
- José Burgos, prêtre catholique et inspirateur de l'indépendance des Philippines